# Marc Scheers
Marc Scheers (1963 - Tervuren, 5 mei 2004) was een Belgische scenarist en televisieproducer.
Scheers begon zijn carrière bij de openbare omroep in 1992 als studiomeester. In 1997 werd hij producer van De Burgemeesters en F.C. De Kampioenen. Hij was producer van F.C. De Kampioenen tot 2004. In 2004 werd hij producer van Kaat & co. Hij schreef ook scenario's voor F.C. De Kampioenen (2002).